# Sydlig sotticka
Sydlig sotticka (Ischnoderma resinosum) är en svampart som först beskrevs av Heinrich Adolph Schrader, och fick sitt nu gällande namn av Petter Adolf Karsten 1879. Enligt Catalogue of Life ingår Sydlig sotticka i släktet Ischnoderma,  och familjen Fomitopsidaceae, men enligt Dyntaxa är tillhörigheten istället släktet Ischnoderma,  och familjen Hapalopilaceae. Arten är reproducerande i Sverige. Inga underarter finns listade i Catalogue of Life.

## Källor

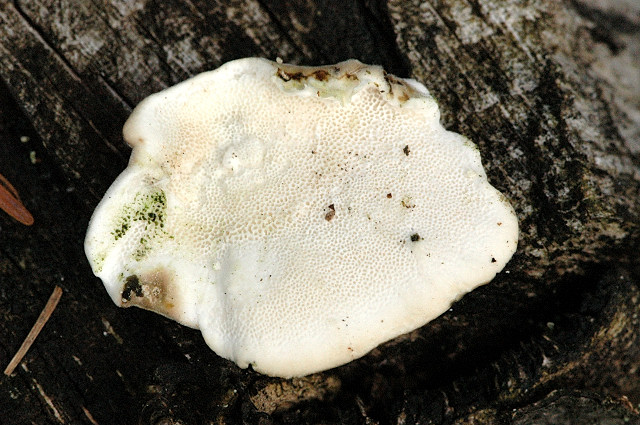
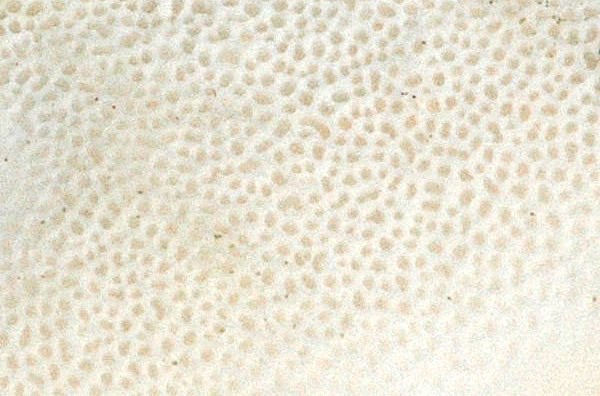